# Donald J. Irwin
Donald Jay Irwin (Rosario, 7 de septiembre de 1926 - Norwalk, 7 de julio de 2013) fue un político estadounidense nacido en Argentina, miembro demócrata de la Cámara de Representantes por el 4.º distrito congresional de Connecticut, tesorero del estado de Connecticut y alcalde de Norwalk, Connecticut.

## Primeros años
Nació en Rosario, Argentina en 1926, hijo de los estadounidenses, Montrose Wellington Irwin y Marion Reynolds Irwin. Llegó a Estados Unidos en 1945 para asistir a la Universidad Yale. Jugó rugby y fútbol en Yale. Además, nadó para el equipo de la escuela. Ingresó en el Ejército de los Estados Unidos y sirvió en la Comisión Militar Conjunta Brasil-Estados Unidos en Río de Janeiro. Volvió a entrar en la Universidad Yale y se graduó en 1951. Enseñó español en la Universidad Yale mientras estudiaba allí. Se graduó en la Facultad de Derecho de Yale en 1954. Fue admitido en el colegio de abogados y comenzó a ejercer la abogacía en Connecticut.

## Carrera política
Irwin se desempeñó como miembro de la Junta de Educación de Norwalk. Fue elegido demócrata al 86.º Congreso (3 de enero de 1959 - 3 de enero de 1961). Fue delegado de la Convención Nacional Demócrata de Connecticut en 1960. Fue un candidato fracasado a la reelección en 1960 para el Octogésimo séptimo Congreso. Fue nombrado abogado general de la Agencia de Información de los Estados Unidos, 1961. Fue nombrado tesorero del estado de Connecticut por el gobernador. John N. Dempsey en 1962. Irwin fue elegido para el octogésimo noveno y el noventa congresos (3 de enero de 1965 - 3 de enero de 1969). Fue candidato a la reelección en 1968 al Nonagésimo primer Congreso. Luego reanudó la práctica de la abogacía. Irwin fue elegido alcalde de Norwalk, Connecticut en noviembre de 1971, derrotando a Jacob Rudolf. Fue reelegido en 1973 y no fue candidato a la reelección en 1975.
Después de terminar su carrera en política, Irwin comenzó a involucrarse en trabajos de enseñanza local en Norwalk. Fue profesor suplente permanente en una escuela secundaria de Brien McMahon entre los años 1995-2000.

## Vida personal
Se casó con Mary Stapleton el 23 de agosto de 1952. Juntos tuvieron cuatro hijos; Patrick (n. 1953), Marion, Lucy (n. 1959) y Stephen (n. 1960). También se convirtió en abuelo de 11 nietos.
Falleció de problemas cardíacos el 7 de julio de 2013 a la edad de 86 años.

## Asociaciones
- Miembro de los Caballeros de Colón.[2]
- Miembro de la Cámara Júnior de Estados Unidos.